# Учасники російсько-української війни Е — Є
Учасники російсько-української війни, прізвища яких починаються з літери Е:
1. Ейсмант Олег Володимирович

Учасники російсько-української війни, прізвища яких починаються з літери Є:
1. Єверкін Юрій Олександрович
2. Євдокименко Іван Миколайович
3. Євдокимов Дмитро Володимирович
4. Євдокімов Артур Євгенович[1]
5. Євдокімов Роман Віталійович
6. Євдокімова Ангеліна Володимирівна
7. Євенко Віктор Миколайович
8. Євич Олександр Петрович
9. Євмененко Володимир Олександрович
10. Євпак Юрій Володимирович
11. Євсюков Олександр Євгенович
12. Євтіхій Віталій Анатолійович
13. Євтодій Ілля Миколайович
14. Євтушенко Сергій Іванович
15. Євчак Олександр Васильович
16. Євчук Іван Анатолійович
17. Євчун Роман Сергійович
18. Єгоренко Володимир Володимирович
19. Єгоренко Олександр Олександрович
20. Єгоров Валерій Ігорович
21. Єгоров Віктор Анатолійович
22. Єгоров Володимир Анатолійович
23. Єгоров Володимир Миколайович
24. Єгоров Володимир Сергійович
25. Єгоров Давид Артемович
26. Єгоров Даниїл[2]
27. Єгоров Денис Вікторович
28. Єгоров Олександр Ігорович (військовик)
29. Єгоров Олександр Ігорович
30. Єгоров Юрій Анатолійович
31. Єдинач Сергій Анатолійович
32. Єдінов Євгеній Анатолійович
33. Єжов Олександр Сергійович
34. Єзерський Михайло[3]
35. Єлефтеріаді Валерій Степанович
36. Єлізар'єв Руслан Євгенович
37. Єлізаров Костянтин Борисович
38. Єлізарян Артем Размикович
39. Єлісєєв Ігор Миколайович
40. Єлістратов Андрій Юрійович
41. Єльцов Руслан Олександрович
42. Єльчанінов Андрій Володимирович
43. Єманов Олексій Олексійович
44. Єманов Олексій Петрович
45. Ємельяненко Ігор Володимирович
46. Ємельянов Ігор Володимирович
47. Ємець Євген Олександрович
48. Ємець Максим Михайлович
49. Ємець Михайло Олександрович
50. Ємець Олександр Петрович
51. Єналдієв Тамерлан Борисович
52. Єпіфанов Сергій Петрович
53. Єпіфанов Федір Олександрович
54. Єрємєєв Ігор Юрійович[4]
55. Єременко Андрій Віталійович
56. Єременко Віктор Вікторович
57. Єреміч Олександр Сергійович[5]
58. Єресько Віталій Борисович[6]
59. Єремєєв Сергій Євгенійович
60. Єригін Андрій Олександрович
61. Єрко В'ячеслав Володимирович
62. Єрмаков Євген Вікторович
63. Єрмаков Євген Сергійович
64. Єрмаков Олександр Петрович
65. Єрмаков Сергій Юрійович
66. Єрмачков Іван[7]
67. Єрмілов Вадим Юрійович
68. Єрмолаєв Володимир В'ячеславович
69. Єрмолаєв Ілля Іванович
70. Єрмолаєв Юрій Вікторович[5]
71. Єрмоленко Андрій Олексійович
72. Єрмоленко Владислав Володимирович
73. Єрмоленко Микола[6]
74. Єрмоленко Михайло Володимирович
75. Єрмоленко Сергій Вікторович
76. Єрмохін Максим Олексійович
77. Єрофєєв Макар Володимирович
78. Єрош Сергій Валерійович
79. Єрошенко Сергій Миколайович
80. Єрощенко Олександр Сергійович
81. Єрошкін Вадим Володимирович
82. Єршов Євген Сергійович
83. Єршов Олександр Олександрович
84. Єрьоменко Василь Сергійович
85. Єрьоменко Сергій Григорович
86. Єрьомін Олег Вікторович
87. Єрьомін Сергій Євгенійович
88. Єсаулов Олександр Вікторович
89. Єсипенко Денис Вікторович
90. Єсипенко Олександр Геннадійович
91. Єсипок Андрій Анатолійович
92. Єсіков Володимир Володимирович
93. Єфименко Євген Юрійович
94. Єфименко Руслан Олександрович[4]
95. Єфіменко Василь Вікторович
96. Єфіменко В'ячеслав Олександрович
97. Єфімов Олег Олександрович
98. Єфімовський Дмитро Валерійович
99. Єфременюк Віталій Ігорович
100. Єфремов Дмитро Сергійович
101. Єфремов Альберт Альбертович
102. Єфремов Сергій Анатолійович
103. Єфремов Сергій Вікторович
104. Єфросиненко Андрій Васильович
105. Єщенко Віктор Васильович
106. Єщенко Владислав Олександрович
107. Єщенко Євгеній Федорович